# (7727) Tchépourova

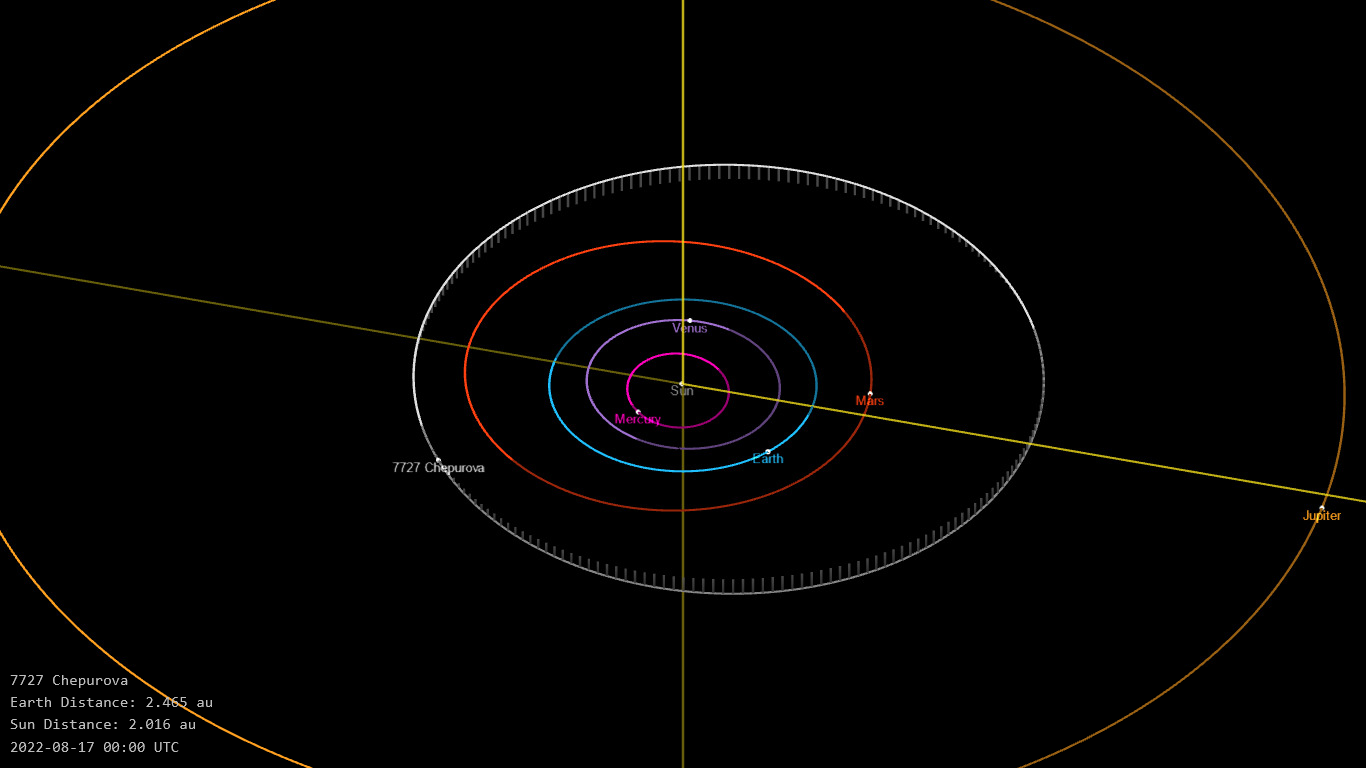
(7727) Tchépourova

(7727) Tchépourova (désignation internationale Chepurova, désignation provisoire 1975 EA3) est un astéroïde de la ceinture principale, découvert le 8 mars 1975 par Nikolaï Tchernykh à l'observatoire d'astrophysique de Crimée.
Il est nommé d'après Valentina Mikhaïlovna Tchépourova, spécialiste de mécanique céleste à l'Institut astronomique Sternberg de Moscou.